# Kršćanstvo u 928.
◄◄ | ◄ | 925. | 926. | 927. | 928.  | 929. | 930. | 931. | ► | ►►
Astronomija • Književnost • Kršćanstvo • Pravo • Promet
Kršćanstvo u 928.

## Svijet

### Smrti
- papa Ivan X.
- papa Lav VI.

## Hrvatska i u Hrvata

### Događaji
- Drugim Crkvenim saborom u Splitu ukinuta je Ninska biskupija.

## Vanjske poveznice
|  | Zajednički poslužitelj ima još gradiva o temi Kršćanstvo u 928. |